# Jagdschloss Augustusburg

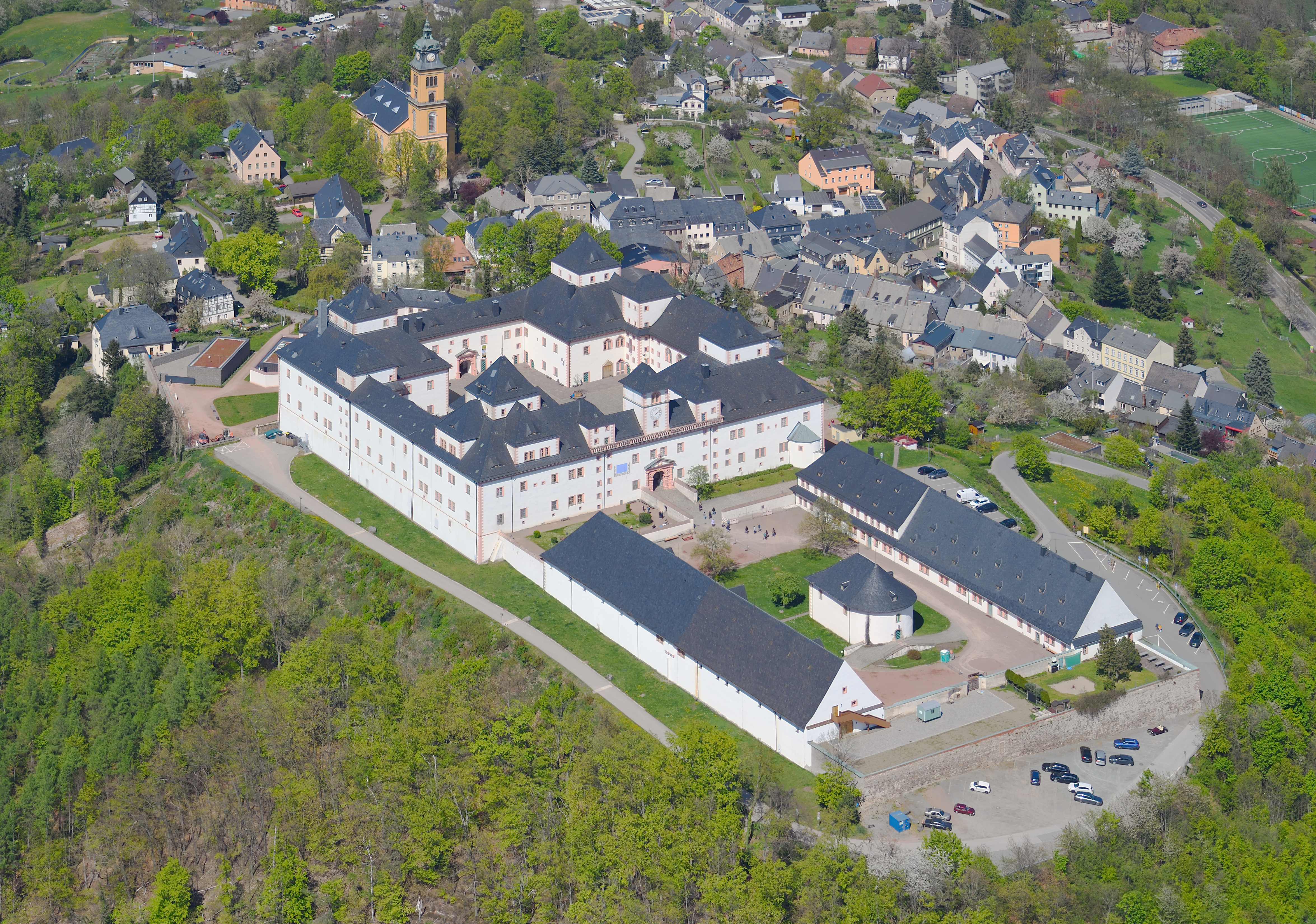
Augustusburg, Luftaufnahme

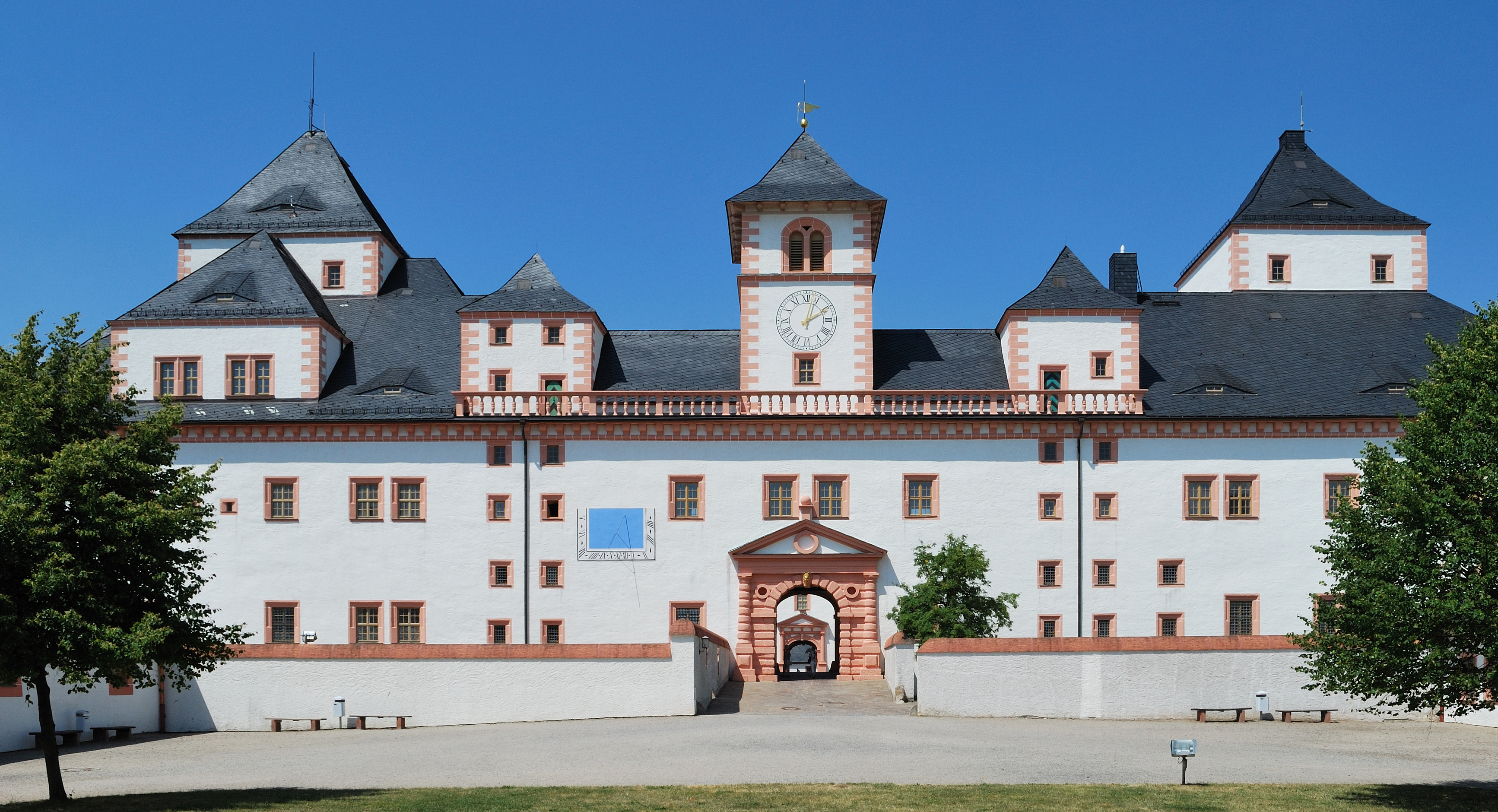
Eingangstor von Schloss Augustusburg

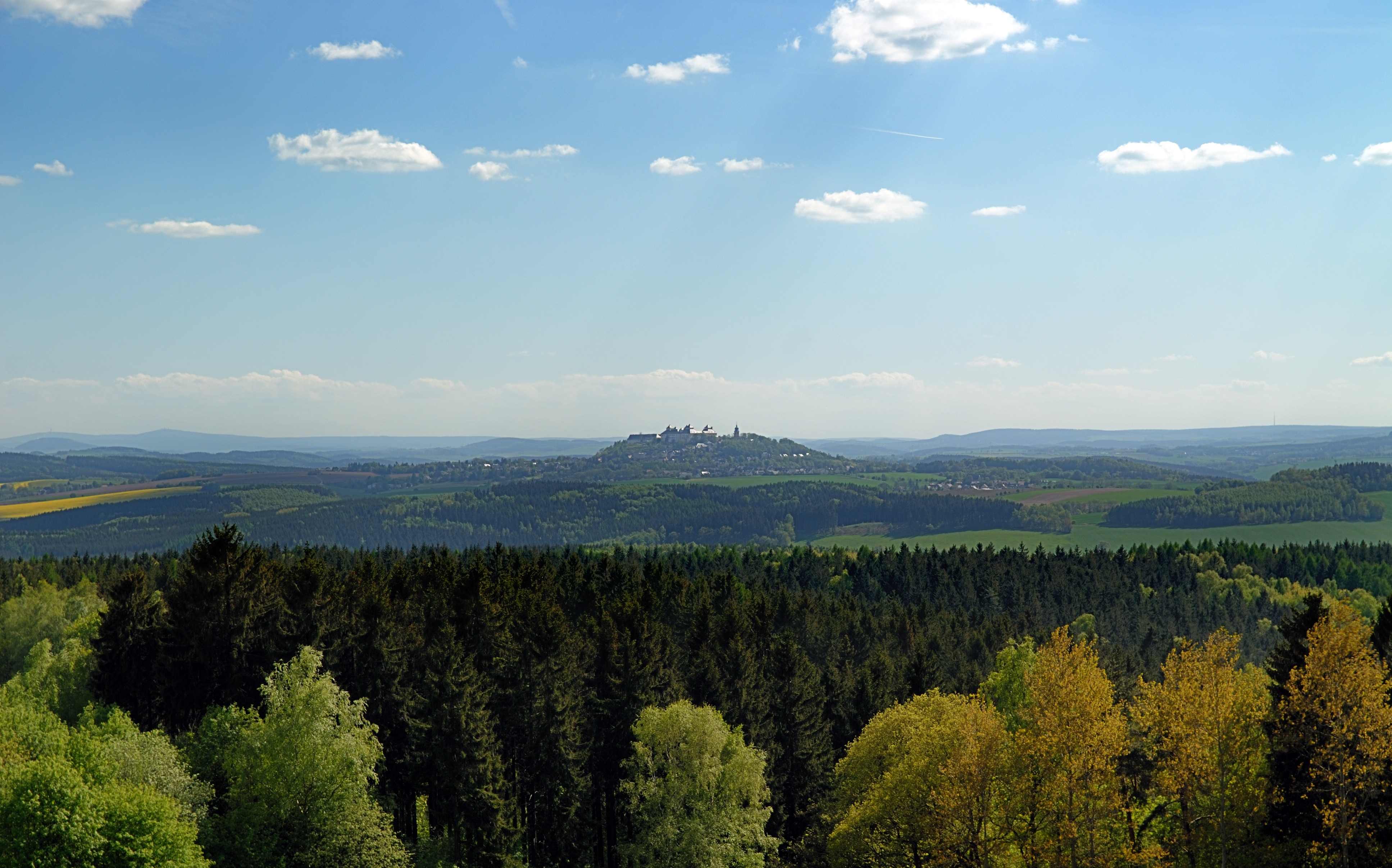
Schloss mit umgebender Landschaft

Das Jagdschloss Augustusburg wurde in den Jahren 1568 bis 1572 oberhalb der gleichnamigen Stadt auf dem Schellenberg 516 m ü. NN am Nordrand des Erzgebirges (Deutschland) im Renaissancestil errichtet. Die weithin sichtbare Landmarke wird auch als „Krone des Erzgebirges“ bezeichnet. Sie liegt 12 km östlich von Chemnitz und 21 km südwestlich von Freiberg im Freistaat Sachsen.

## Geschichte
Kurfürst August wollte mit dem Neubau des Schlosses nicht nur ein repräsentatives Domizil für seine Jagdausflüge schaffen, sondern auch seine führende Stellung in der Region unterstreichen. Der unmittelbare Anlass für den Bau geht auf den Sieg in den Grumbachschen Händeln zurück. Der albertinische Kurfürst August konnte durch das Vollstrecken der Reichsacht an seinem ernestinischen Rivalen Johann Friedrich dem Mittleren und dem geächteten Ritter Wilhelm von Grumbach, der Zuflucht bei Johann Friedrich fand, seine Vormacht gegenüber den Ernestinern sichern. Außerdem erhielt er die Ämter Weida, Ziegenrück und Arnshaugk, die dem späteren Neustädter Kreis angehörten. Durch die gute wirtschaftliche Entwicklung des kurfürstlichen Sachsens unter Moritz und August waren auch die finanziellen Voraussetzungen zum Bau des Schlosses gegeben. Die Anlage wurde durch den so genannten Fürsten- oder Herrenweg über Grillenburg und Freiberg mit der Dresdner Residenz verbunden.

### Vorgeschichte

#### Ehemalige Burg Schellenberg (Schellenburg)
Bis zum Bau des Jagdschlosses befand sich an selbiger Stelle eine ältere Burganlage der Reichsministerialen von Schellenberg. Die Burg Schellenberg soll sich auch zeitweise im Besitz der Herren von Waldenburg befunden haben. Die Burg wurde nach den archäologischen Befunden nach 1210 und spätestens bis 1230 in Grundzügen (die Ringmauer, ein 9 Meter Durchmesser umfassender runder Bergfried und erste Gebäude) errichtet und nach der sogenannten Schellenberger Fehde im Jahr 1324 an die Wettiner verliehen und im späten 14. Jahrhundert weiter ausgebaut. So wurde eine Zwingermauer und eine Zisterne mit Zisternenhäuschen errichtet. Die Burg wurde in den Jahren 1528 und 1547 durch Brand sowie durch Blitzschlag stark beschädigt. Eine Abbildung im Altarbild der Schlosskirche könnte die damalige Schellenburg darstellen, ist aber unbelegt. Als Jagdschloss der Wettiner in der Region diente zuvor jedoch hauptsächlich das Schloss Wildeck in Zschopau. Vor dem Bau des Jagdschlosses Augustusburg wurden noch vorhandene Teile der Burg Schellenberg abgerissen. Dabei wurden auch die Reste des damals noch vorhandenen Bergfriedes zum Einsturz gebracht.
In der Schellenberger Fehde unterwarfen die Wettiner 1324 die Reichsministerialen von Schellenberg militärisch. Denen von Schellenberg hatten neben ihrer Stammburg Schellenberg u. a. die Burgen  Rauenstein (ab Anfang 14. Jh.) und  Lauterstein (1323) zuvor gehört.
Im Jahr 1206 sind "Wolframus et Petrus de Shellenberc" urkundlich belegt. Nach Volkmar Geupel befindet sich der Burgstall der Burg Schellenberg etwa bei der sogenannten Schlosslinde, also nordnordöstlich des NO-Eckturmes der Augustusburg. Grabungsfunde (oder Lesefunde?) weisen die Burg dem 13.–15. Jh. zu.
Am 20. Oktober 1980 wurde das Burgareal/Schlossareal als Bodendenkmal eingetragen.

### Baugeschichte

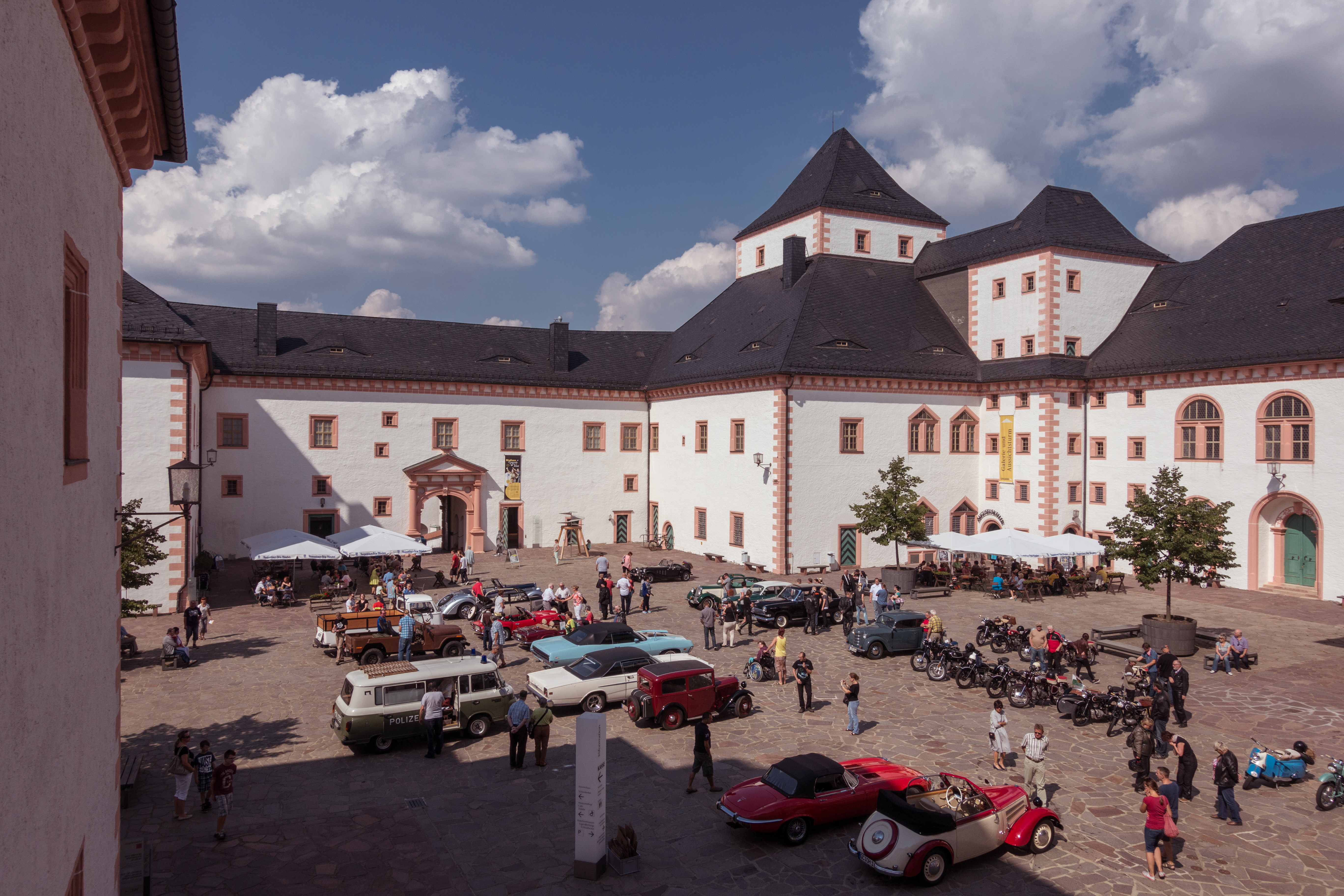
Innenhof

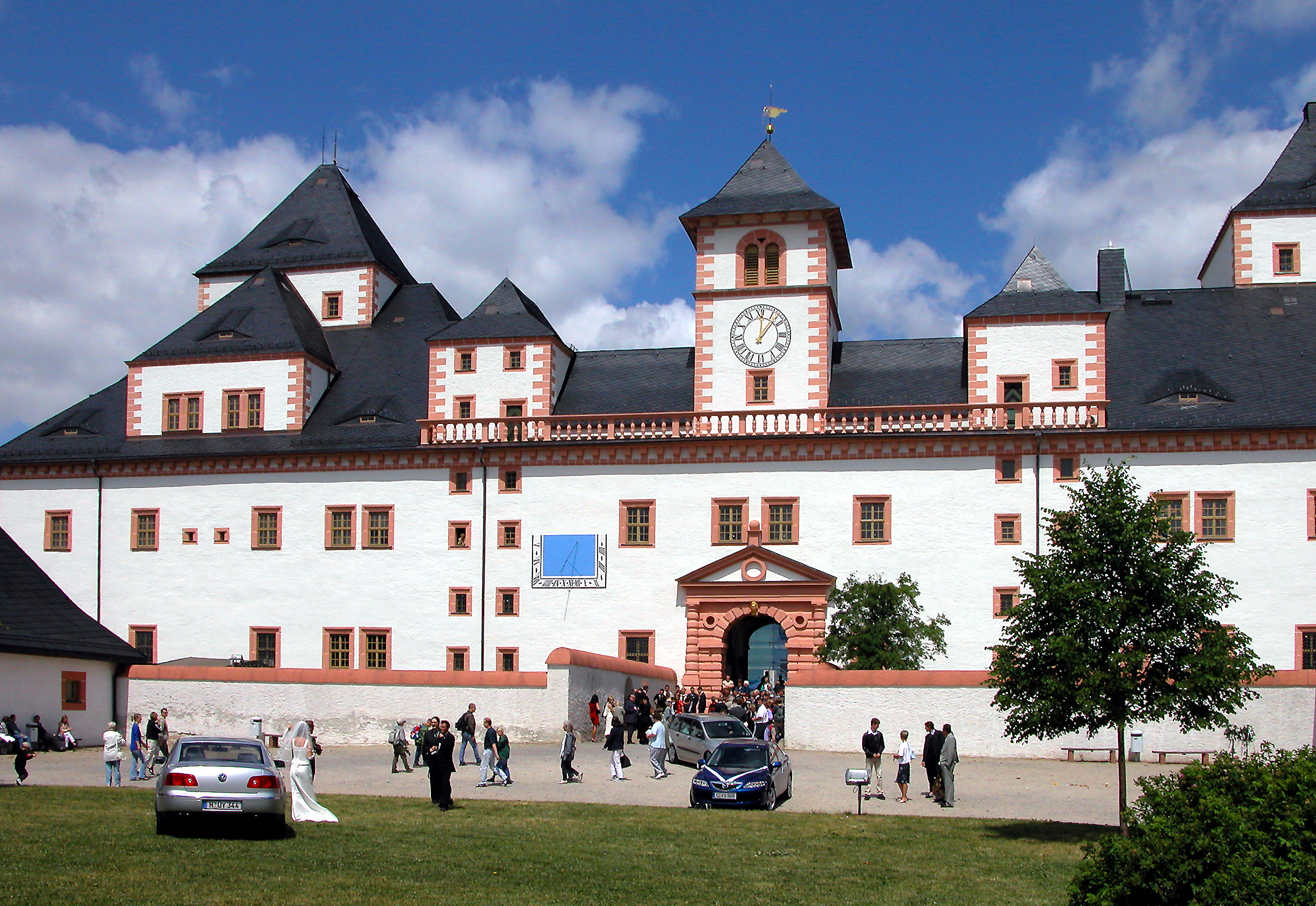
Über dem Südtor rekonstruiertes Teilstück der ehemals umlaufenden Dachbalustrade

Der Entwurf für das neue Jagdschloss 1567 wurde lange Zeit dem Baumeister, Kaufmann und Bürgermeister von Leipzig Hieronymus Lotter zugeschrieben. Fest steht jedoch, dass bei der Berufung Lotters schon ein fertiges Modell des Schlosses existierte. Ihm wird nach heutigem Kenntnisstand nur die Rolle eines Oberbaumeisters zugestanden, der nach fertigen Entwürfen baute und die oberste Bauaufsicht führte. Die zwei von ihm gefertigten Pläne basieren auf dem schon fertigen Holzmodell. Die vermerkten Änderungsvorschläge lehnte der Kurfürst großenteils ab. Die nach italienischem Vorbild mit geraden Läufen gestalteten Treppen (anstatt der sonst üblichen Wendeltreppen) und Einzelheiten bei der Gestaltung der Dächer werden seinem Einfluss zugeordnet. Lotter streckte auch die Baukosten vor. Nachweisbar sind die Entwürfe von Teilen des Nordportals und der Kapelle des Jagdschlosses durch Erhardt van der Meer, den Oberwerksmeister Lotters. Erster Oberwerkmeister am Bau war bis zu seinem Tod 1568 Paul Widemann.
Nach heutigem Wissensstand wurde die Gesamtkonzeption mit größter Wahrscheinlichkeit am Hofe des Kurfürsten August unter Aufsicht des Baumeisters Hans Irmisch erstellt. Da die Quellen in Bezug auf die Urheberschaft an den Entwürfen zum Schloss Augustusburg Lücken aufweisen, wird diese August selbst zugeschrieben. Belegt ist das große Interesse des Kurfürsten an Fragen des Bauwesens und der Architektur. Seine Bibliothek enthielt viele Architekturschriften und Musterbücher von Bauelementen. Auch hat die Architektur des Schlosses keine traditionelle Anlehnung an die Schlossbauten im übrigen Kurfürstentum Sachsen gehabt. Vielmehr kann davon ausgegangen werden, dass der Kurfürst sich für sein Modell von den theoretischen Schriften in seiner Bibliothek inspirieren ließ. Die Schlossbaukunst in Italien und Frankreich lieferte Anregungen.
Mit der Grundsteinlegung sollte 1567 begonnen werden, nachdem die Burg Schellenberg abgerissen wurde. Durch den frühen Wintereinbruch konnte jedoch nur die Baugrube ausgehoben werden. Erst im März des folgenden Jahres begannen dann die Maurerarbeiten. Im ersten Baujahr entstand das Sommerhaus mit vollständig gedecktem Dach. Die restlichen Eckhäuser Hasen-, Linden- und Küchenhaus sowie die Schlosskapelle wurden im folgenden Jahr 1569 errichtet.
Das Nord- und Südportal und die dazugehörigen Verbindungstrakte wurden im dritten Baujahr mit einem Notdach winterfest fertiggestellt. Den Galerietrakt, der das Sommer- mit dem Hasenhaus verbindet, begann Lotter ebenfalls im Jahr 1570. August, enttäuscht über den langsamen Fortschritt des Bauvorhabens, ordnete an, dass das Linden-, das Sommer- und das Küchenhaus bis zum Jahresende bezugsfertig seien. Zur selben Zeit wies er den Hofmaler Heinrich Göding an, mit der Ausmalung der Innenräume zu beginnen. Am Ende des Jahres waren zwei der sechs Bilderdecken des Schlosses und 23 Gemächer farblich gestaltet.
Stark verärgert über den Baufortschritt, trotz Fertigstellung des Galerietraktes, der Kirche und der Torbauten, und die stark gestiegenen Baukosten entließ der Kurfürst Hieronymus Lotter 1571 und übergab dem in seinen Diensten stehenden Florentiner Rochus Guerrini Graf zu Lynar die weitere Oberaufsicht über das Baugeschehen. Die an drei Seiten von Emporen eingefasste Schlosskapelle ist ein hervorragendes Beispiel des Renaissancestils. Die Altarretabel bemalte Lucas Cranach der Jüngere.
Die festliche Einweihung fand am 30. Januar 1572 statt. Im Verlauf des Jahres erledigten die Bauleute und Maler noch restliche Innenarbeiten und die Errichtung eines Uhr- und Glockenturms über dem Südportal. Die Brücke und Wachhäuser vor dem Nordtor entstanden ein Jahr später.
Nach vielen erfolglosen Versuchen, Wasser auf den Schlossberg zu bringen, wurde von dem Freiberger Bergmeister Martin Planer 1568 bis 1577 ein Brunnen in den Fels geschlagen. Die schwere Arbeit führten erst Bergleute, später gefangene Wilderer aus. Erst in der Tiefe von über 130,6 m – der heutigen Brunnentiefe – konnte Wasser gefunden werden. Dieser Brunnen ist nach dem der Festung Königstein der zweittiefste in Sachsen.

## Nutzung
Das Schloss wurde im 18. Jahrhundert als Jagdsitz aufgegeben und war Behördensitz des Amtes Augustusburg. Von 1790 bis 1849 diente es als Gefängnis. In den 1920er Jahren wurden eine Jugendherberge des XIV. Turnkreises und ein Erzgebirgsmuseum eingerichtet. Von März 1933 bis Dezember 1935 befand sich im Schloss ein Außenlager des KZ Sachsenburg. Am 24. Juni 1933 wurde die Augustusburg zugleich Sitz einer Gauführerschule für den NSDAP-Gau Sachsen, 1938 bezeichnet als „Gauschulungsburg Sachsen“. Aus diesem Grund wurde die bis dahin dort befindliche Erzgebirgsschau des Erzgebirgsvereins geschlossen. Am Tag der Weihe wurden um das Schloss herum Ehrensteine für gefallene Nationalsozialisten aus Sachsen geweiht. 
Von September bis November 1938 war das Schloss Flüchtlingslager für über 9.000 Sudetendeutsche.

## Beschreibung

Rekonstruierter Grundriss des Erdgeschosses des Kernbaus im 16. Jahrhundert. In die Idealfigur eines Quadrats ist durch vier quadratische Eckhäuser ein kreuzförmiger Innenhof eingefügt.

Der Baukomplex der Augustusburg krönt eine hohe, isolierte Bergkuppe in der Nähe der Stadt Flöha bei Chemnitz. Die Schlossanlage selbst besteht aus dem auf quadratischen Grundriss um einen Hof herum angelegten Kernschloss, dem auf der Hauptzugangsseite im Norden vorgelagerten Torhaus und Wirtschaftsgebäuden im Süden, die hinter dem Hauptbau ursprünglich drei Seiten eines zweiten, langrechteckigen Hofes säumten. Von ihnen stehen heute nur noch die beiden Längsflügel. An das vordere Torhaus schließt sich eine gemauerte Umfriedung an, die das Kernschloss teilweise umgibt.
Das Kernschloss besteht aus vier Eckgebäuden auf quadratischen Grundriss, die durch die auf der Feldseite risalitartig vorspringende Schlosskapelle und drei weitere Zwischenflügel geringer Tiefe verbunden werden. Die Bauten sind heute auf der Hofseite bis zum Traufgesims zweigeschossig; auf der Feldseite erheben sich die beiden Vollgeschosse über hohen Substruktionen, die auch ein Kellergeschoss aufnehmen. Alle Außenwände sind ungegliedert und mit einfachen Rechteckfenstern versehen. Die Fassaden sind auffallend schlicht gehalten, der Bauschmuck reduziert sich auf die beiden prächtigen Portale.

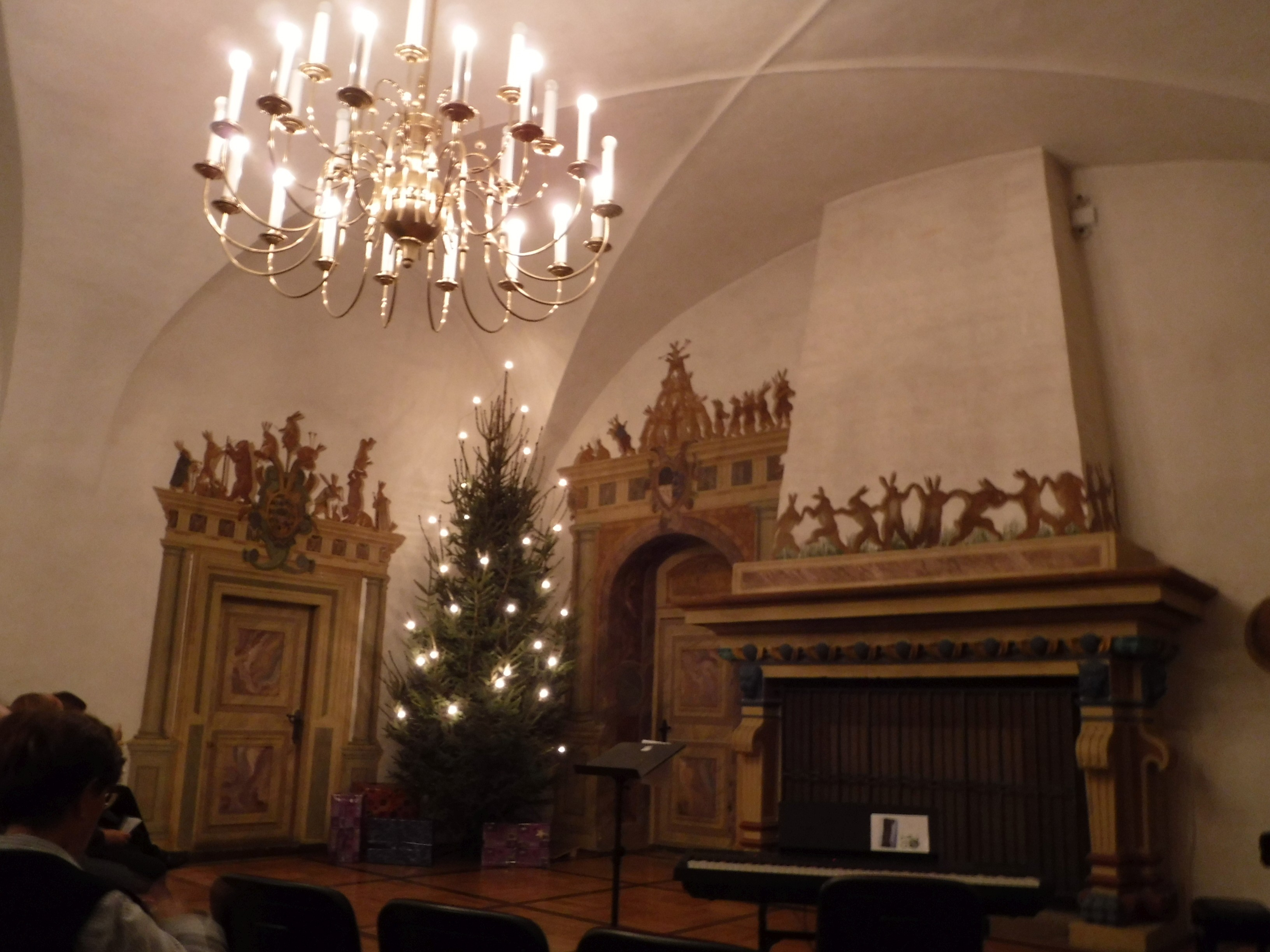
Hasensaal

Anstelle der heute schlichten, abgewalmten Dachformen besaß Schloss Augustusburg über der ursprünglich mit einem umlaufenden offenen Laufgang abgeschlossenen heutigen Trauflinie ein kompliziertes System aus Dachhäusern und turmartigen Mittelaufbauten, von dem nach dem Zweiten Weltkrieg auf der Südseite des Kernschlosses ein Teilstück der ehemaligen Außenbalustrade und ein zwerchhausartiger Dachausbau des Hasenhauses rekonstruiert wurde. Von 1789 bis 1801 erfolgte nach Plänen des Oberlandbaumeisters Christian Traugott Weinlig eine Vereinfachung der Dachzone.
Im Inneren des Kernschlosses ist in den beiden unteren, mit einer Ausnahme vollständig gewölbten Hauptgeschossen die ursprüngliche Raumstruktur zu großen Teilen erhalten geblieben und sogar noch originale Türen und viele Kamine der Erbauungszeit vorhanden. Von den damals in vielen Wohnräumen ausgeführten Wandmalereien sind Teile – besonders im sogenannten Hasenhaus an der Südwestecke – nach und nach freigelegt und nach unterschiedlichen Konzepten ergänzt worden; in anderen Räumen liegen die Malschichten noch unter späteren Anstrichen. Besonders in den vor zweihundert Jahren veränderten und der Wohnnutzung entzogenen Dachbereichen sind noch ungewöhnlich viele Baudetails ohne spätere Veränderungen erhalten geblieben. Im Hasenhaus zeigen etwa 100 Bildfriese eine verkehrte Welt, in der Hasen anstelle von Menschen zur Jagd gehen oder Gericht halten.
Die alte Innenraumaufteilung des Wirtschaftsflügels (jetzt Jugendherberge) zu Seiten des zweiten Hofes im Süden ist weitgehend verloren. Im Stallgebäude an der Westseite sind noch wenige Originalbefunde vorhanden, insbesondere Decken, Fußböden und Türen.

## Schlosskirche

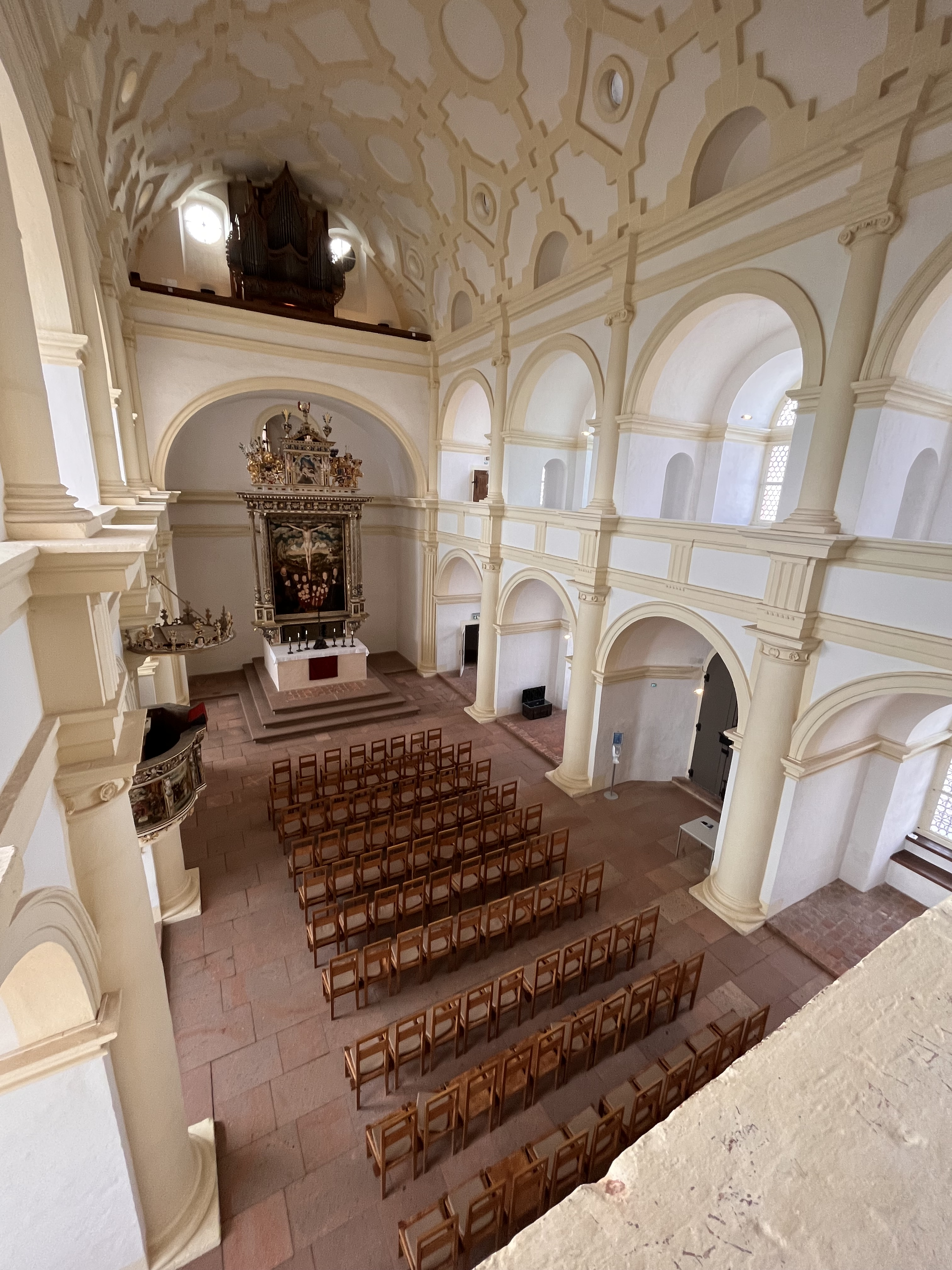
Schlosskirche Augustusburg

Die Schlosskirche ist in den Gebäudekomplex des Schlosses vollständig integriert und befindet sich rechts vom Hauptportal. Die Höhe der Kirche erstreckt sich vom Erdgeschoss bis in den Dachfirst. Das Altarbild malte Lucas Cranach der Jüngere. Abgebildet ist die Kreuzigungsszene Jesu und dessen Auferstehung. Im Bildvordergrund bildete Cranach die betende Fürstenfamilie mit ihren 14 Kindern ab. Einige Kinder waren bereits gestorben, sie sind mit einem Kreuz versehen. Die Schlosskirche des Jagdschlosses Augustusburg ist die größte protestantische Schlosskirche Sachsens.

### Orgel

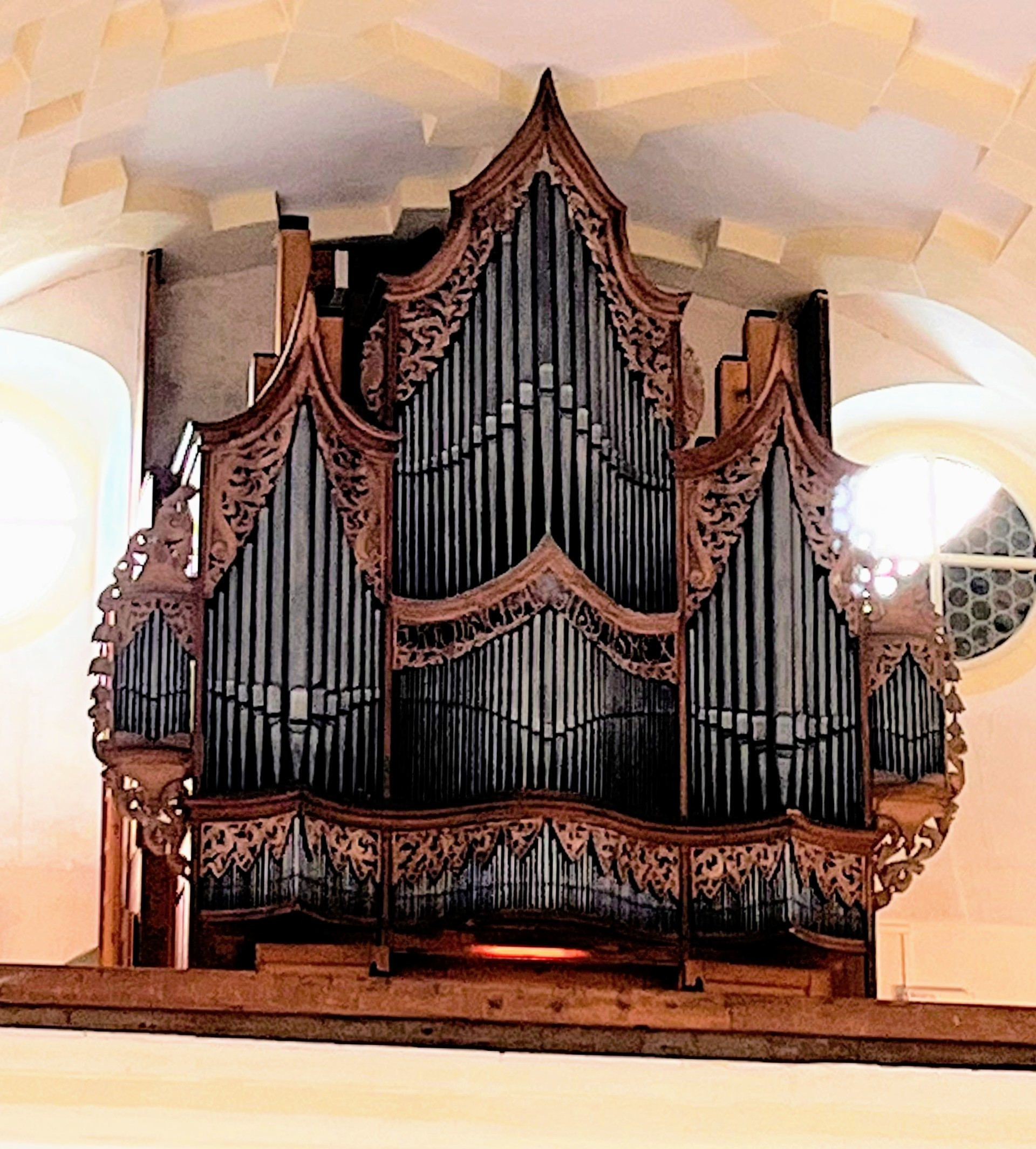
Renkewitz-Orgel von 1784

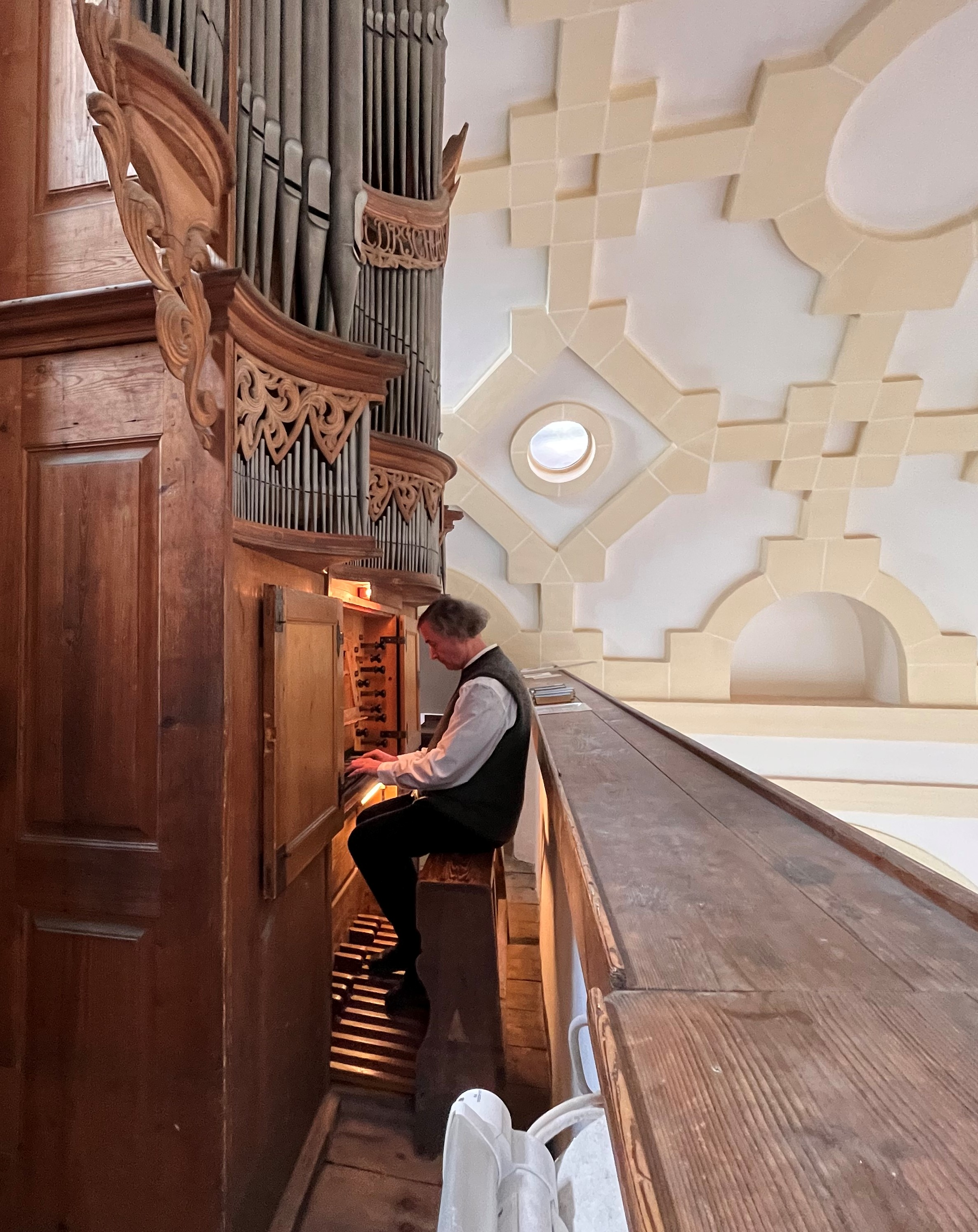
Orgelempore mit Blick zum Spieltisch

Die Geschichte der Orgel reicht bis ins 16. Jahrhundert zurück. Der international tätige Hermann Raphael Rodensteen stellte 1572 eine Orgel fertig, die über sieben Register auf einem Manual verfügte. Von dem Renaissance-Instrument ist eine Entwurfszeichnung erhalten, die einen reich verzierten Prospekt, geschnitzte Gehäuseaufbauten und Flügeltüren zeigt. Es wurde ab 1740 durch einen Neubau von Georg Renkewitz ersetzt, der ab 1752 in unvollendetem Zustand in Gebrauch war. Nach Renkewitz’ Tod arbeitete sein Neffe und Schüler Carl Gottfried Bellmann an der Orgel, die auf Veranlassung des Amtes Augustusburg vor 1767 durch Adam Gottfried Oehme untersucht wurde. Mit dem Bau des Registers Unda maris wurde die Orgel 1784 mit 12 Registern auf einem Manual und 3 Pedal-Registern fertiggestellt.
Die Orgel befindet sich auf der zweiten Empore über dem Altarbild. Der Rokoko-Prospekt ist herzförmig gestaltet und hat ein geteiltes, überhöhtes Mittelfeld, das von zwei Spitztürmen flankiert wird, dem sich außen kleine Blindflügel anschließen. Unterhalb des profilierten Gesimses ist das Cornett-Register in einer niedrigen Galerie mit 100 klingenden und 75 blinden Pfeifen aufgestellt. 1860 reparierte Christian Friedrich Göthel das Werk. Jehmlich Orgelbau Dresden arbeitete 1936 an der Orgel, legte die gleichstufige Stimmung und senkte die Tonhöhe um einen Halbton auf a1 = 440 Hz durch Umhängen der Traktur und durch Zusatzpfeifen im Bass. 1972 nahm dieselbe Firma diese Maßnahmen zurück und restaurierte das Instrument auf den Zustand von 1784. 1992 folgten Reparaturen und eine Generalüberholung durch die Orgelwerkstatt Wegscheider. Die Orgel ist über die Jahrhunderte ungewöhnlich gut erhalten und nicht wesentlich verändert worden. Die Disposition lautet wie folgt:
| I Manual CD–c3  |       |
| Principal       | 8′    |
| Gedackt         | 8′    |
| Quintadena      | 8′    |
| Unda Maris D    | 8′    |
| Flauto Dulcis D | 8′    |
| Octava          | 4′    |
| Hohlflöte D     | 4′    |
| Spitzquinte     | 3′    |
| Octava          | 2′    |
| Cornett IV D    | 4′    |
| Mixtur III      | 1 ⁄3′ |
| Cymbel II       | 1′    |
| Schwebung       |       |

| Pedal CD–c1   |     |
| Principalbass | 16′ |
| Violonbass    | 8′  |
| Posaunenbass  | 16′ |

- Koppel: I/P
- Spielhilfen: Calcant

## Aktuell
Das Schloss beherbergt derzeit neben Gaststätten und einer Jugendherberge ein Motorradmuseum, ein Kutschenmuseum (bis Anfang 2024 geschlossen) sowie ein Museum für Jagdtier- und Vogelkunde. Der Sächsische Adler- und Jagdfalkenhof zog Ende 2017 nach Wolkenstein. Bemerkenswert ist die Schlosslinde an der Nordostecke der Schlossanlage. Sie wurde im Jahr 1421 gepflanzt und zählt zu den ältesten Bäumen, deren Pflanzung belegt ist. Im Treppenhaus des Museums für Jagdtier- und Vogelkunde steht eine Sandsteinfigur Jäger mit Hund. Sie wurde um 1600 von Conrad Buchau († 1657) für den Sächsischen Jägerhof in Altendresden geschaffen, wo andere Originalfiguren im Foyer des Museums für Sächsische Volkskunst stehen, und war von 1900 bis 1952 am Schloss Grillenburg aufgestellt. Im Treppenaufgang zum Aussichts- und Ausstellungsturm ist eine Bildtafel angebracht, die die Geschichte des Schlosses erklärt. Regelmäßig finden Sonderausstellungen statt.
Schloss Augustusburg wird zusammen mit Burg Scharfenstein und Schloss & Park Lichtenwalde als Die Sehenswerten Drei vermarktet. Das Jagdschloss Augustusburg ist eine ausgewählte Stätte des UNESCO-Welterbes Montanregion Erzgebirge.

## Persönlichkeiten
- Heinrich von Schönburg (Lebensdaten?). Er ist 1472 Amtmann der Stadt Schellenberg/Augustusburg und erhält in diesem Jahre die Burg Scharfenstein als wettinisches Lehen.[14]
- Georg Renkewitz (1687–1758), Organist und Orgelbauer in Augustusburg
- Sophie Sabina Apitzsch (1692–1752), Hochstaplerin, wurde 1714 hier in Haft genommen
- Ludwig Würkert (1800–1876), evangelischer Pfarrer, Schriftsteller und Revolutionär, wurde 1849 hier inhaftiert
- Hans Seifert (1889–1948), NSDAP-Politiker, SA-Oberführer, Leiter der Gauschulungsburg auf der Augustusburg, auf der er auch wohnte
- Fritz Rößler (1912–1987), NSDAP-Politiker, Leiter der Gauschulungsburg auf der Augustusburg, später unter dem Namen Franz Richter Bundestagsabgeordneter

## Galerie

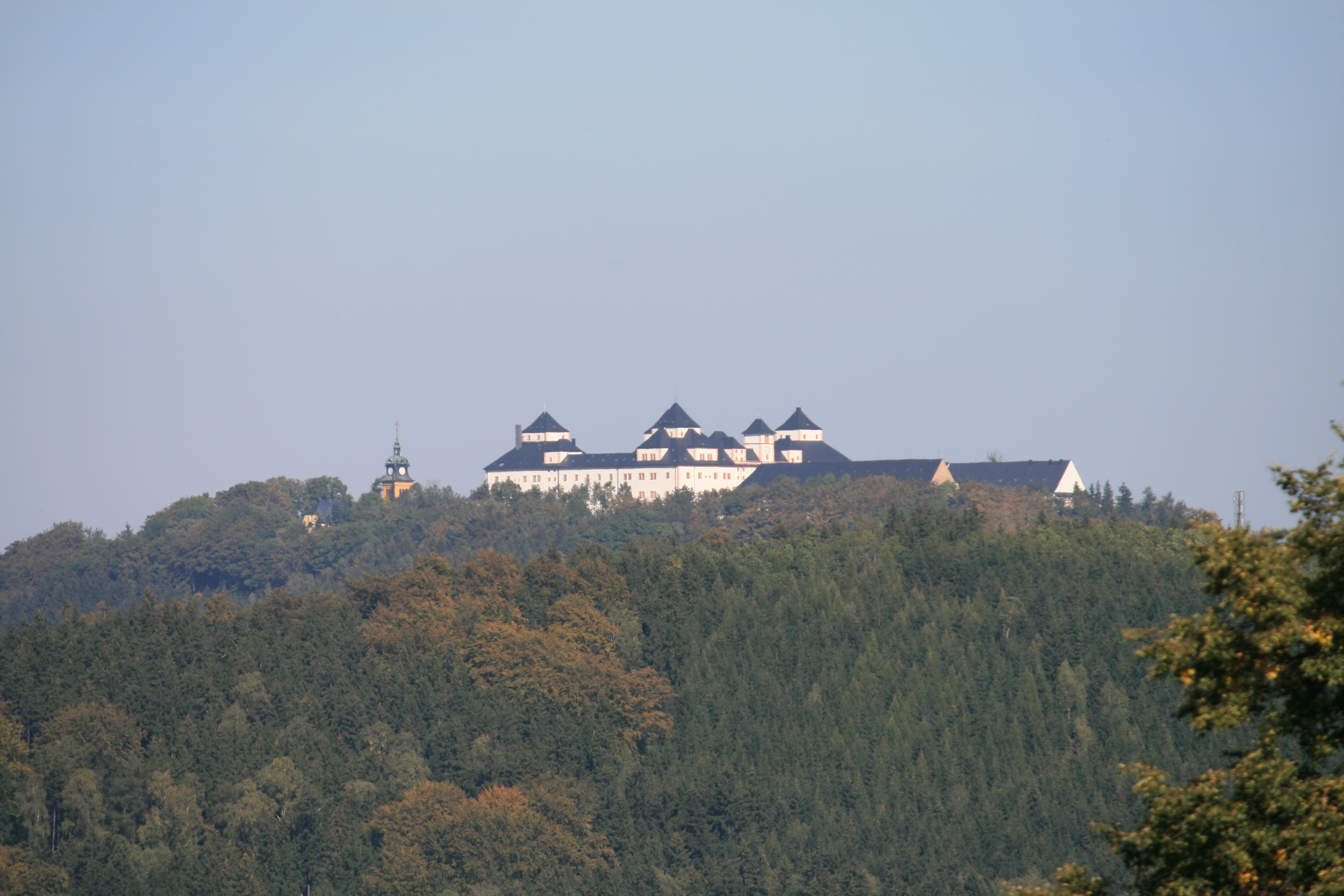
Fernblick zum Schloss Augustusburg
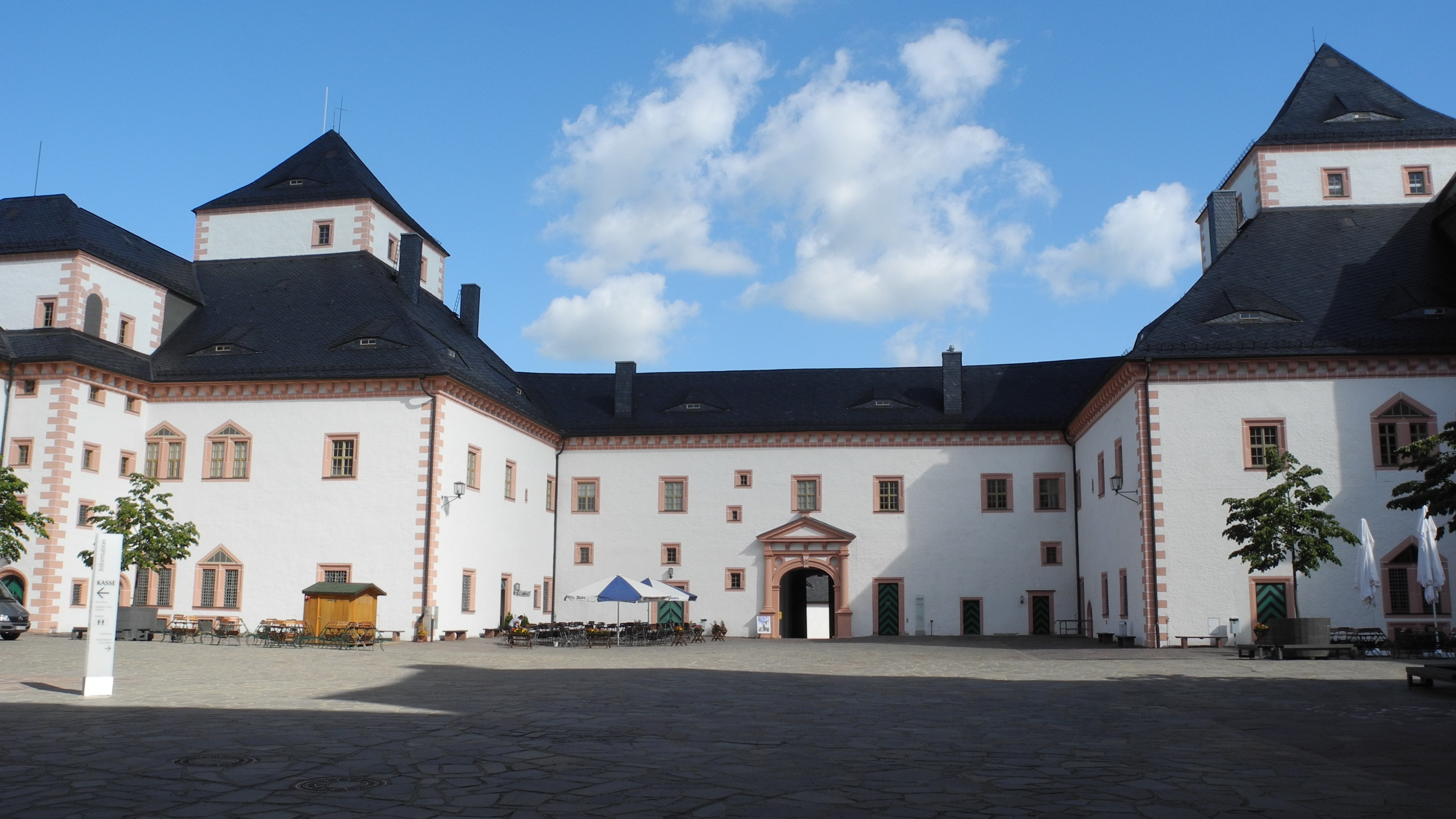
Innenhof und Portal
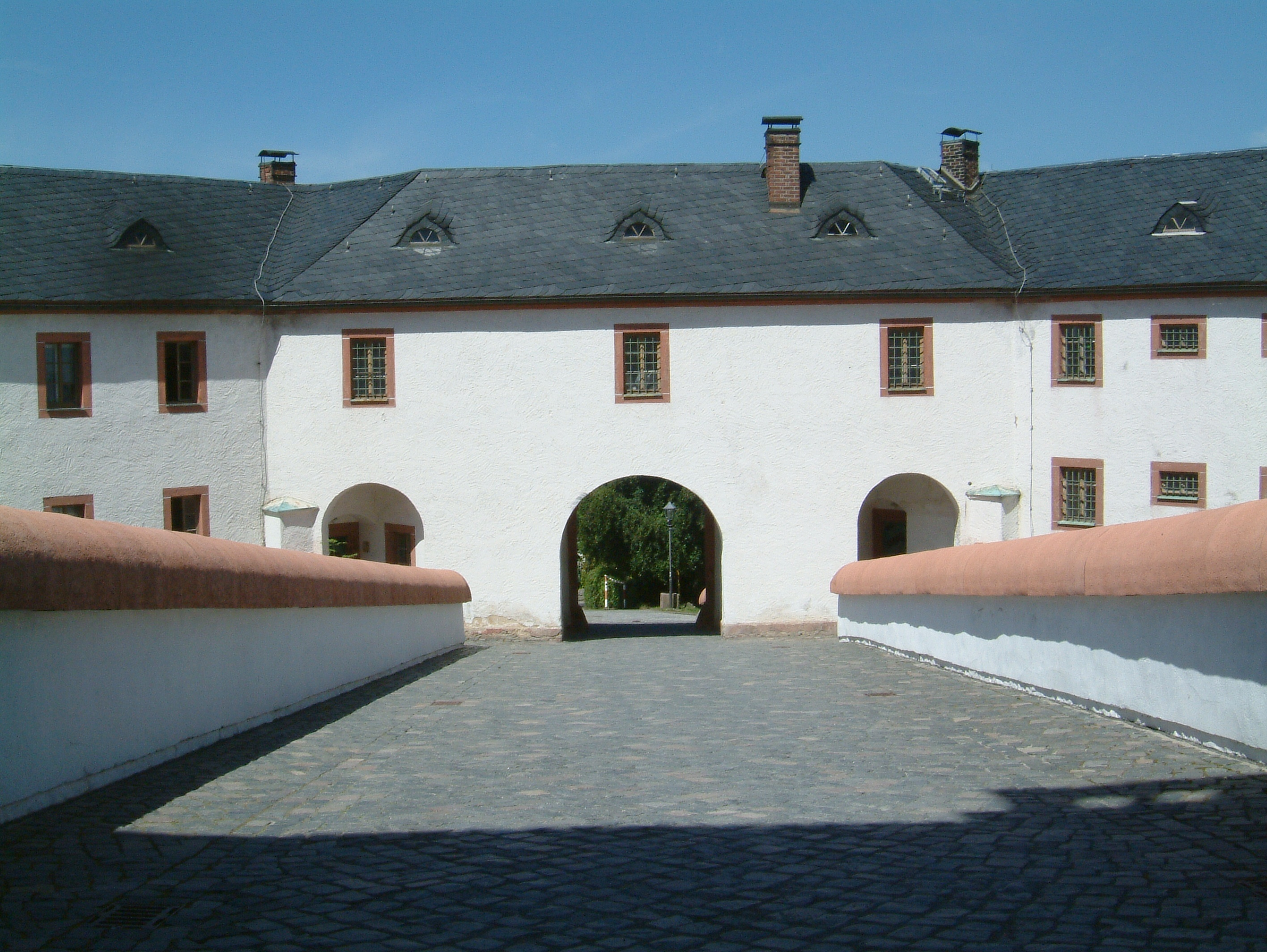
Blick zum Torhaus vor dem Schloss
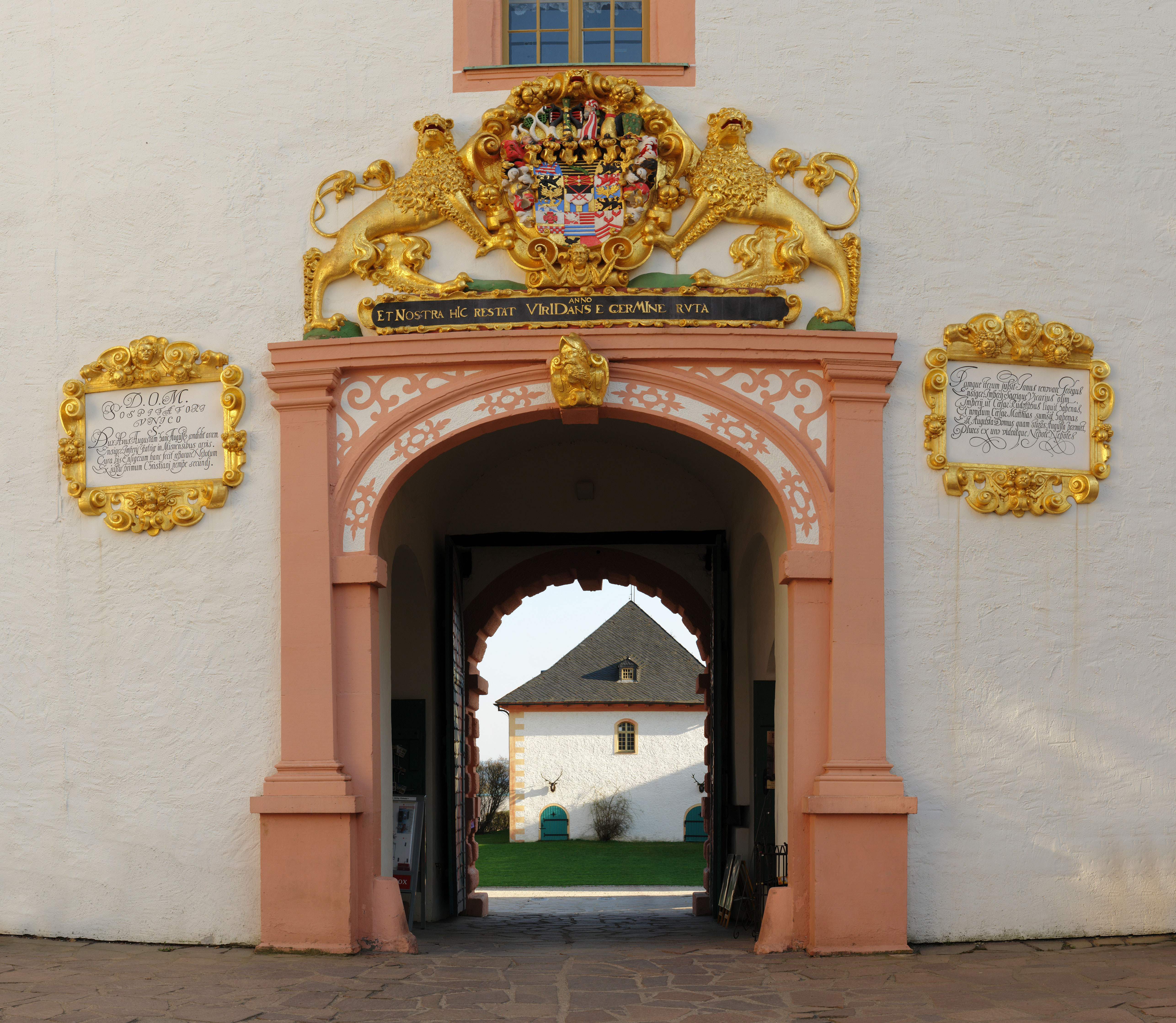
Inneres Südtor von innen
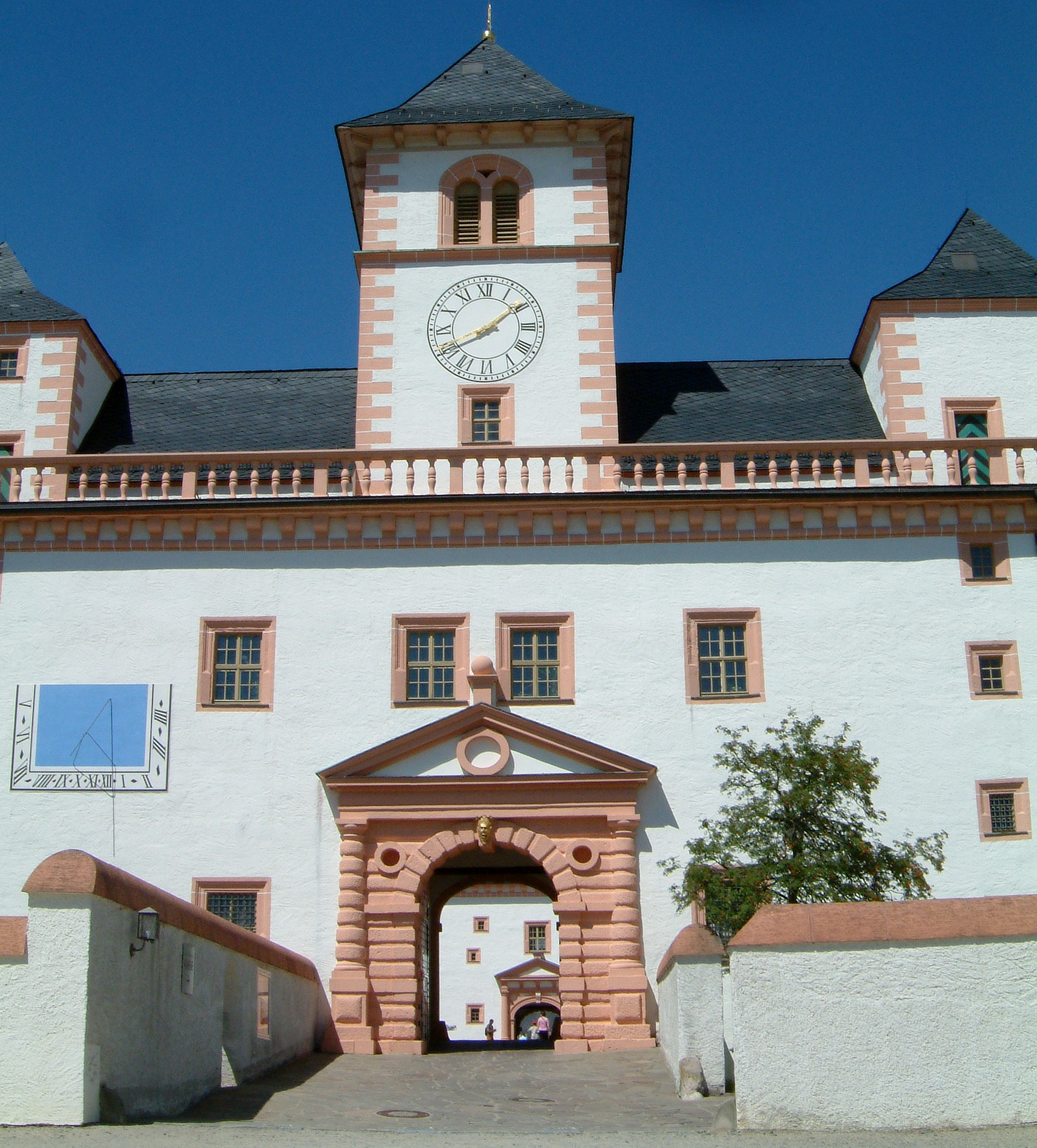
Südtor von außen
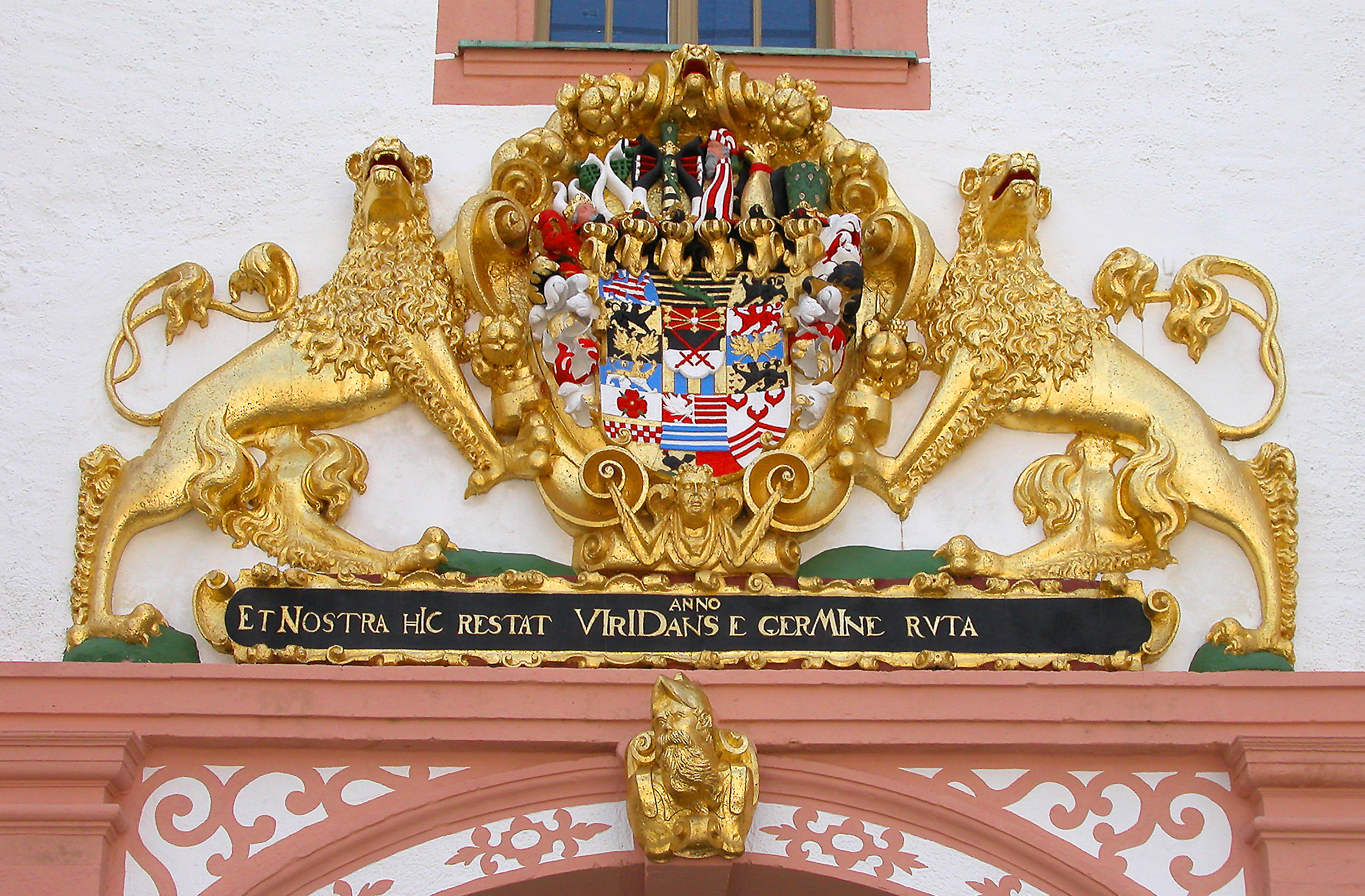
Supraporte am Wappentor
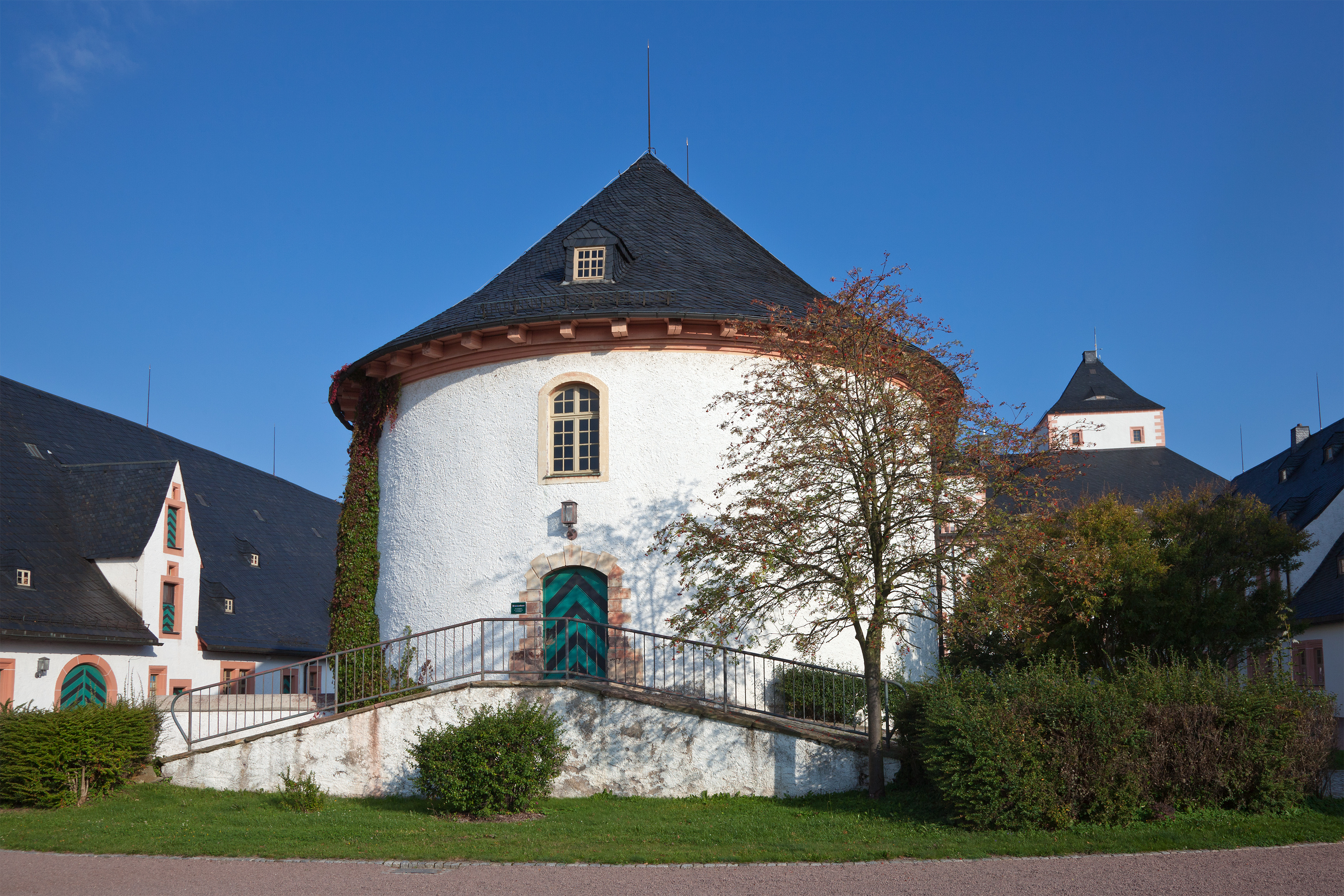
Brunnenhaus
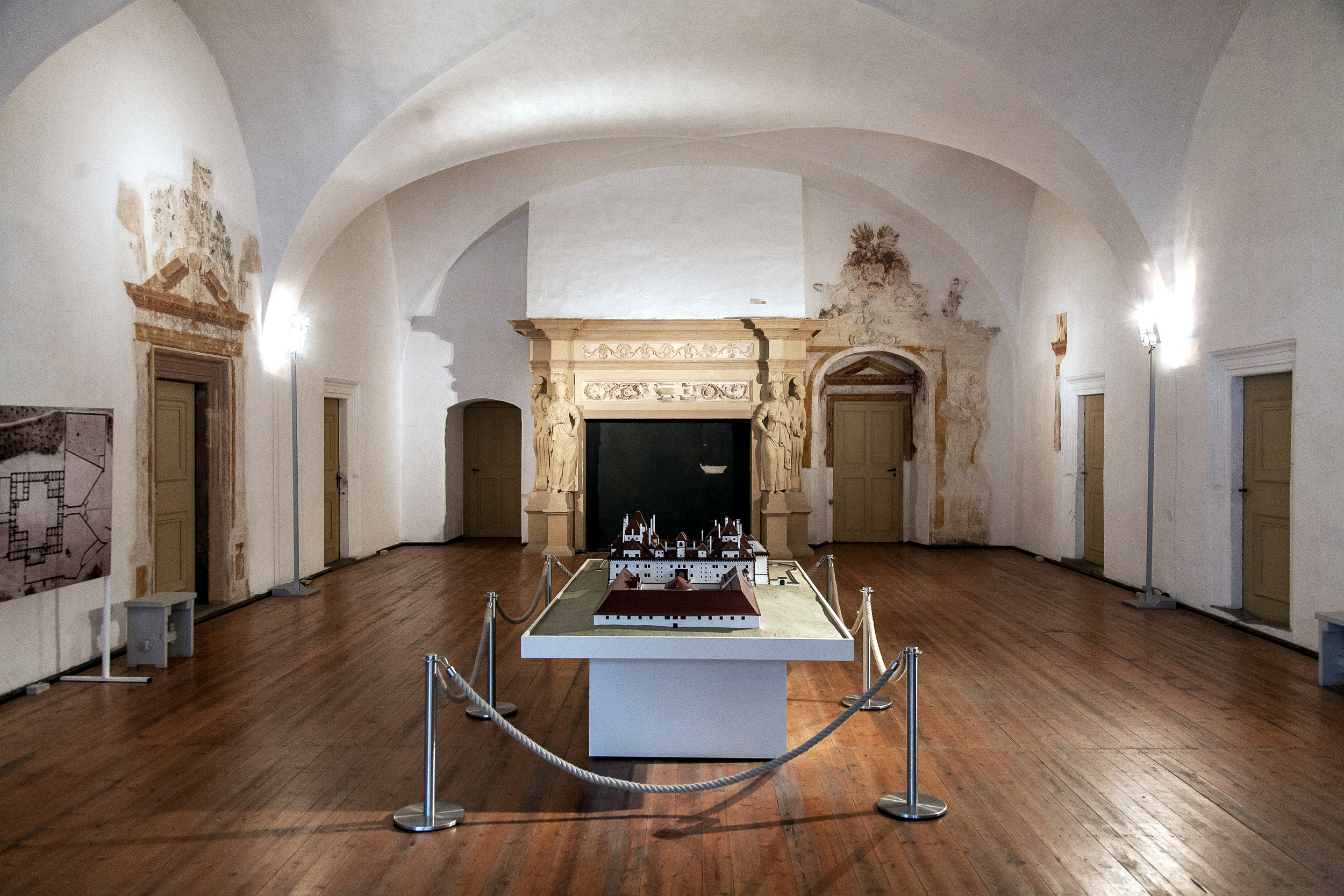
Innenraum mit Modell
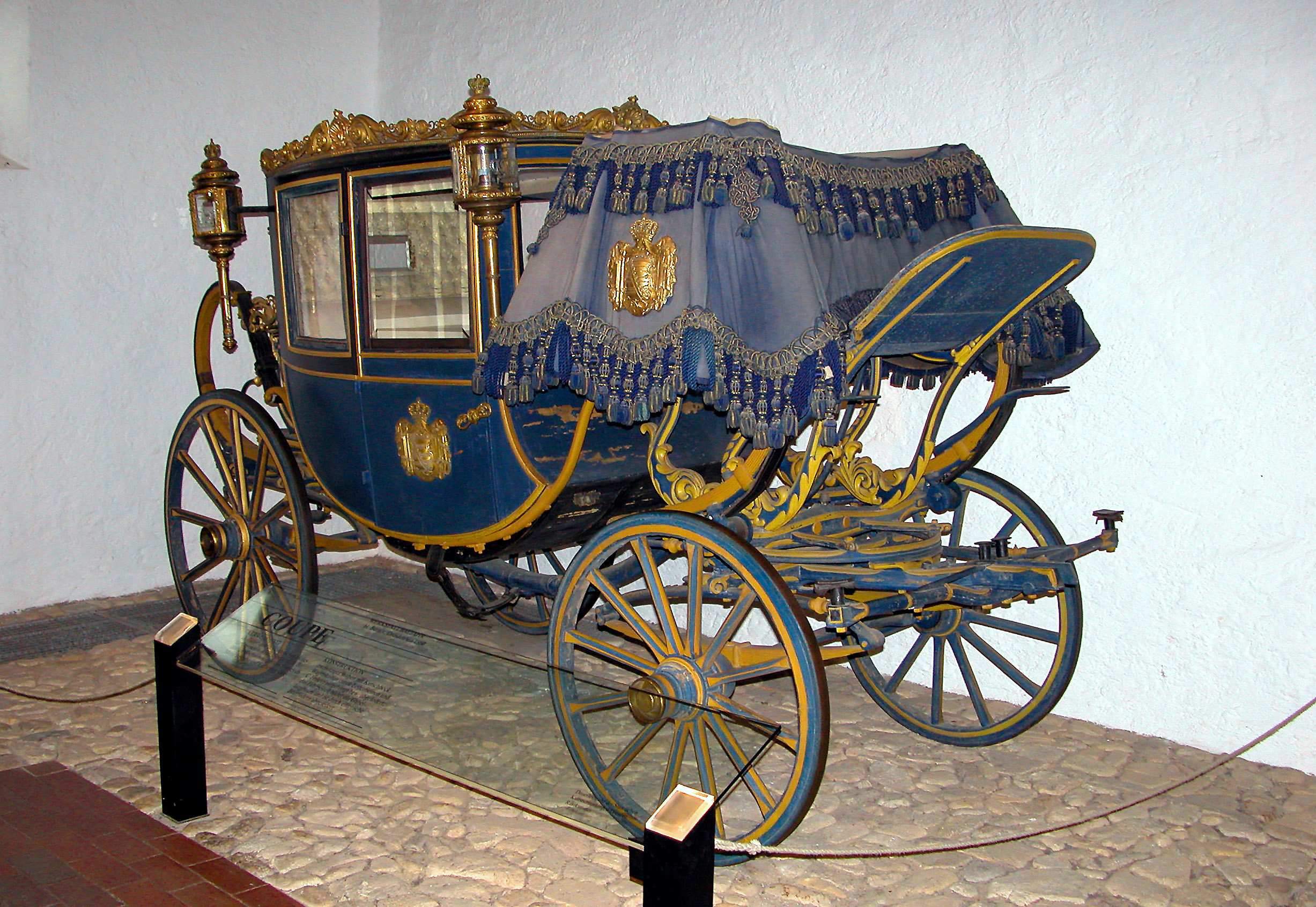
Kutschensammlung
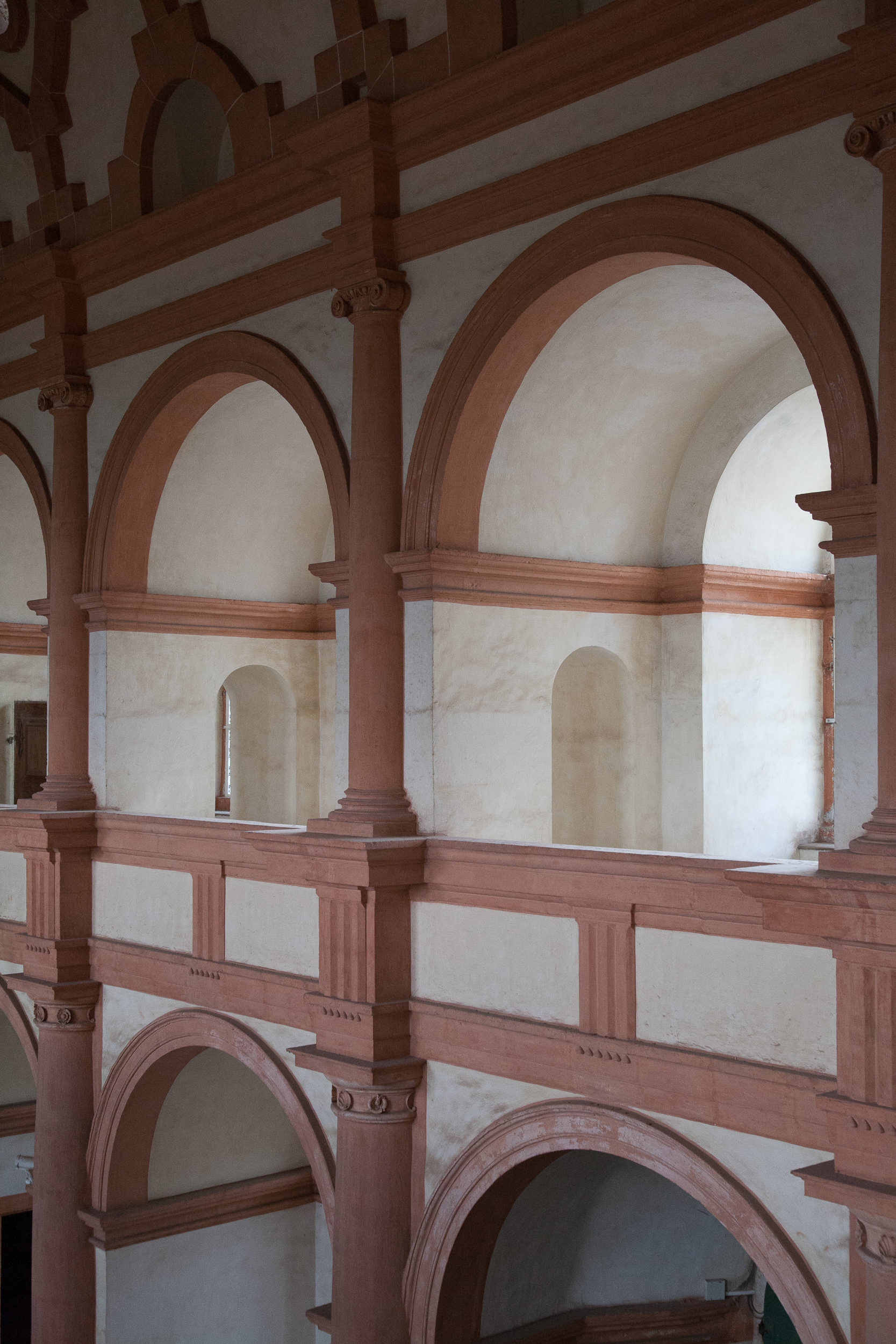
Detail der Schlosskirche
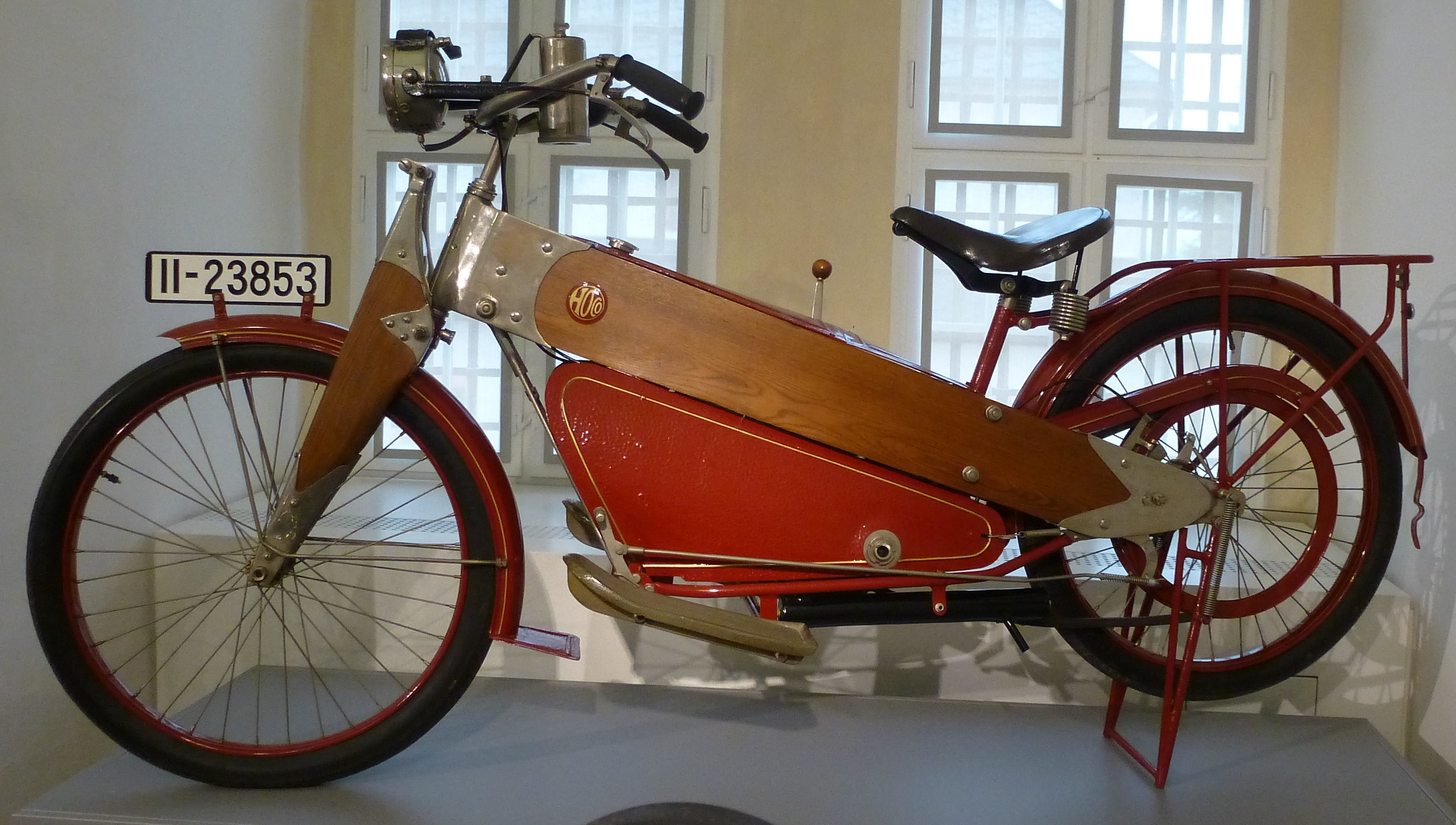
Hoco im Motorradmuseum